# 環境共生学科
環境共生学科（かんきょうきょうせいがっか）は、大学に設置されている学科。

## おもな設置大学
- 熊本県立大学環境共生学部
- 神戸大学国際人間科学部

## 類似の名称学科設置大学
- 三重大学 生物資源学部 共生環境学科
- 島根大学 生物資源科学部 環境共生科学科
- 和光大学 現代人間学部 身体環境共生学科
- 横浜国立大学 都市科学部 環境リスク共生学科

## その他
- 酪農学園大学 農食環境学群 環境共生学類